# Чекота
Чекота (англ. Checotah) — город в штате Оклахома, США. Назван в честь первого руководителя Creek Nation (аннгл.), Сэмюэла Чекоте (Samuel Checote). В 2010 году население составляло 3335 жителей.
Чекота родина большого количества старинных аллей, мест сражений Гражданской войны, центр города имеет значительную историю. В Чекоте родилась знаменитая певица, победительница 4 сезона «American Idol», Кэрри Андервуд. Также здесь родился певец Мэл Макдэниэл и Паул Генри Карр.

## География
Чекота находится на высоте 199 м над уровнем моря, на пересечении трассы I-40 и U.S. Route 69. Рядом находится озеро «Лейк-Юфола», одно из крупнейших искусственных озер в стране, длина береговой линии 1030 км.
По данным Бюро переписи населения США, город имеет общую площадь 23,3 км². Из них 23,1 км² — земля, а 0,26 км² — вода.